# Плавання на літніх Олімпійських іграх 2008 — марафон 10 кілометрів (чоловіки)

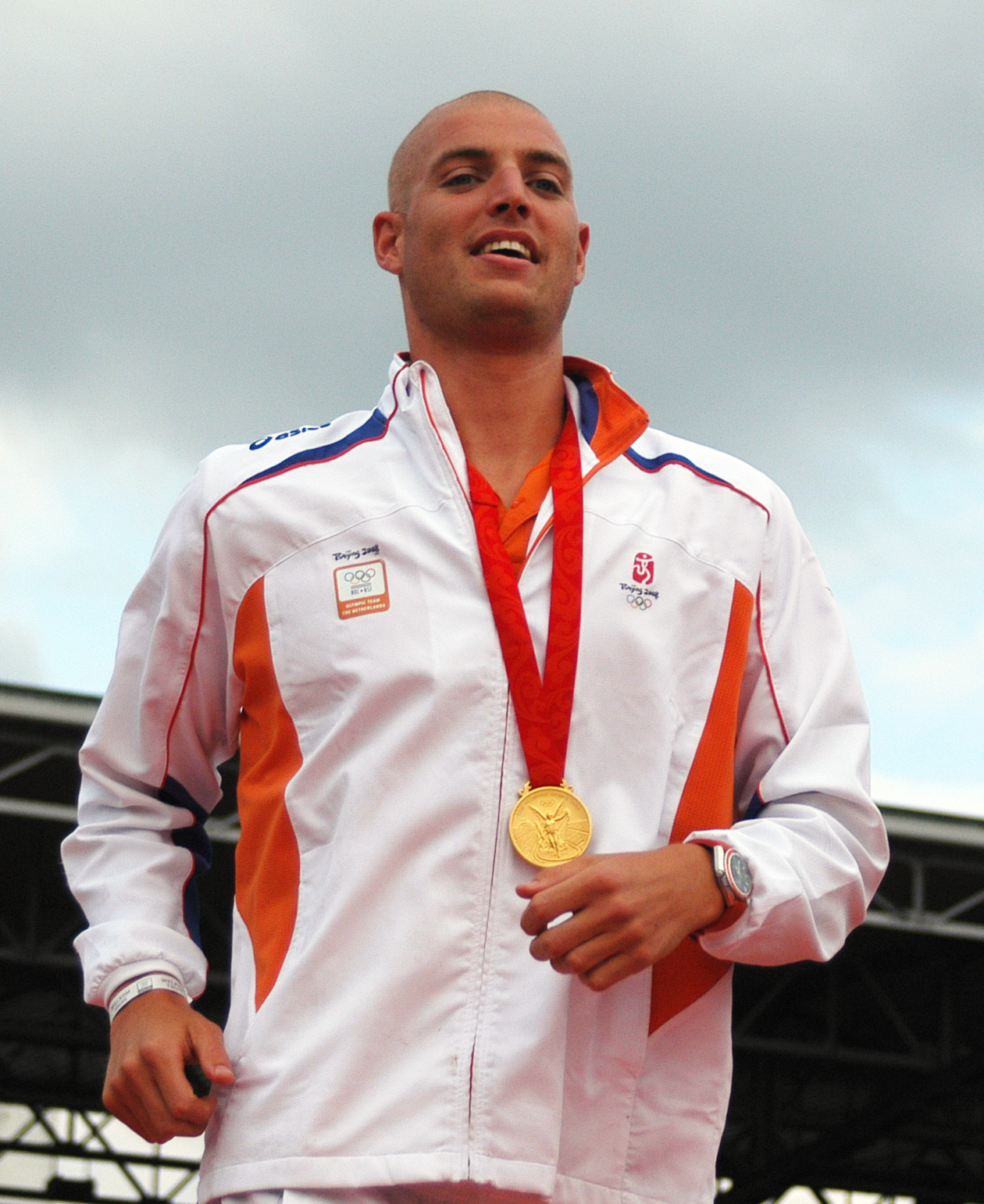
Олімпійський чемпіон Мартен ван дер Вейден зі своєю золотою медаллю

Змагання чоловіків у плаванні на відкритій воді на 10 км на літній Олімпіаді 2008 року проводились 21 серпня в Олімпійському гребному парку Шуньї. У цій дисципліні вперше розігрувалися олімпійські медалі.
Як і у запливі жінок напередодні всі медалі дісталися європейцям. Найкращим з неєвропейців став американець Марк Воркентін, що посів лише 8-ме місце. Три призери припливли на фініш з різницею у 2 секунди, випередивши Валеріо Клера, що посів 4-те місце, на 14 секунд. Один з фаворитів запливу дворазовий чемпіон світу росіянин Володимир Дятчин був дискваліфікований на останньому колі за грубість у воді.
Виграв срібло валлієць Девід Девіс — бронзовий призер Олімпійських ігор 2004 року в Афінах у плаванні на 1500 метрів у басейні.
Знаменитий австралійський плавець Ґрант Гаккетт намагався відібратися для участі у цій дисципліні, але не зумів зробити це.

## Медалісти
| Золото                             | Срібло                        | Бронза                 |
| Мартен ван дер Вейден · Нідерланди | Девід Девіс · Велика Британія | Томас Лурц · Німеччина |

## Результати
21 серпня, 9:00 за місцевим часом (UTC +8)
| Місце | Стартовий номер | Спортсмен                           | Результат |
| ----- | --------------- | ----------------------------------- | --------- |
| 1     | 17              | Мартен ван дер Вейден (NED)         | 1:51:51.6 |
| 2     | 10              | Девід Девіс (GBR)                   | 1:51:53.1 |
| 3     | 6               | Томас Лурц (GER)                    | 1:51:53.6 |
| 4     | 3               | Валеріо Клер (ITA)                  | 1:52:07.5 |
| 5     | 14              | Євген Дратцев (RUS)                 | 1:52:08.9 |
| 6     | 21              | Петро Стойчев (BUL)                 | 1:52:09.1 |
| 7     | 8               | Бріан Рікеман (BEL)                 | 1:52:10.7 |
| 8     | 18              | Марк Воркентін (USA)                | 1:52:13.0 |
| 9     | 5               | Чад Хо (RSA)                        | 1:52:13.1 |
| 10    | 9               | Ервін Леон Мальдонадо Саверіо (VEN) | 1:52:13.6 |
| 11    | 23              | Кай Герст (AUS)                     | 1:52:13.7 |
| 12    | 4               | Ігор Червінський (UKR)              | 1:52:14.7 |
| 13    | 2               | Франсиско Хосе Ервас (ESP)          | 1:52:16.5 |
| 14    | 1               | Аллан Карму (BRA)                   | 1:52:16.6 |
| 15    | 24              | Жиль Рондо (FRA)                    | 1:52:16.7 |
| 16    | 25              | Спиридон Янніотіс (GRE)             | 1:52:20.4 |
| 17    | 19              | Ростислав Вітек (CZE)               | 1:52:41.8 |
| 18    | 22              | Луїс Ескобар (MEX)                  | 1:53:47.9 |
| 19    | 11              | Салех Мохаммад (SYR)                | 1:54:37.7 |
| 20    | 13              | Мохамед Монір (EGY)                 | 1:55:17.0 |
| 21    | 15              | Даміан Блаум (ARG)                  | 1:55:48.6 |
| 22    | 12              | Арсеній Лаврентьєв (POR)            | 2:03:39.6 |
| 23    | 7               | Синь Тун (CHN)                      | 2:09:13.4 |
| —     | 16              | Чаба Герчак (HUN)                   | DNF       |
| —     | 20              | Володимир Дятчин (RUS)              | DSQ       |

 * DNF — не фінішував;
 *  DSQ — дискваліфікований 